# Hautefond
Hautefond – miejscowość i gmina we Francji, w regionie Burgundia-Franche-Comté, w departamencie Saona i Loara.
Według danych z 1990 r. gminę zamieszkiwało 186 osób, a gęstość zaludnienia wynosiła 14 osób/km² (wśród 2044 gmin Burgundii Hautefond plasuje się na 725. miejscu pod względem liczby ludności, natomiast pod względem powierzchni na miejscu 731.).